# Antagonista da aldosterona
Um antagonista da aldosterona é um medicamento que se opõe às acções da hormona aldosterona no rim, pelo que se usa em medicina como diurético do tipo diurético poupador do potássio. Estes medicamentos actuam directamente a nível do receptor mineralocorticoide e usam-se em conjunto com outras drogas para o tratamento da insuficiência cardíaca crónica. Também se usam para o tratamento do hiperaldosteronismo, incluindo a síndrome de Conn e no hirsutismo feminino.